# Paju-Kurdla
Koordinaten: 58° 26′ N, 23° 1′ O
Paju-Kurdla ist ein Dorf (estnisch küla) auf der größten estnischen Insel Saaremaa. Es gehört zur Landgemeinde Saaremaa (bis 2017: Landgemeinde Laimjala) im Kreis Saare.
Das Dorf hat zwölf Einwohner (Stand 31. Dezember 2011).